# ستيف خواكيم
ستيف خواكيم (بالإنجليزية: Steve Joachim)‏ هو لاعب كرة قدم أمريكية أمريكي، ولد في 27 مارس 1952 في بلدة نيوتاون ‏ في الولايات المتحدة.

## وصلات خارجية
- ستيف خواكيم على موقع كلية كرة السلة في سبورتس رفرنس.كوم (الإنجليزية)
- ستيف خواكيم على موقع مرجع كرة القدم المحترفة.كوم (الإنجليزية)